# LYMEC
LYMEC (The European Liberal Youth) – młodzieżowa, międzynarodowa organizacja polityczna skupiająca stowarzyszenia liberalne z Europy, założona w 1976 r. Większość członków jest organizacjami młodzieżowymi partii politycznych należących do partii ALDE. Zrzesza 93 organizacje z większości krajów Europy. Prezydentem LYMEC jest obecnie Svenja Hahn, niemiecka polityczka.
W obecny skład zarządu wchodzą:
- Prezydent: Svenja Hahn (Junge Liberale)
- Vice Prezydent:  Edgaras Mascinskas (LYMEC Individual Member Section)
- Skarbnik: Lena Höglund (Svensk Ungdom)
- Sekretarz: Antoaneta Asenova (Youth Movement for Rights and Freedom)
- Capacity Building and Coordination Officer: Pau Castellví Canet (Young Nationalists of Catalonia)
- Członek zarządu ds. kampanii i szkoleń :  Deimantė Rimkutė(Lietuvos liberalus jaunimas)
- Członek zarządu ds. komunikacji:  Dan-Aria Sucuri (Liberala ungdomsförbundet)

W Polsce członkami LYMEC są Młodzi .Nowocześni oraz Stowarzyszenie Projekt: Polska.